# Dasychira selenitica
Dasychira selenitica is een vlinder uit de familie spinneruilen (Erebidae), onderfamilie donsvlinders (Lymantriinae). De wetenschappelijke naam van deze soort is voor het eerst geldig gepubliceerd in 1783 door Esper.
De soort komt voor in tropisch Afrika.